# Ferdinand Beyer

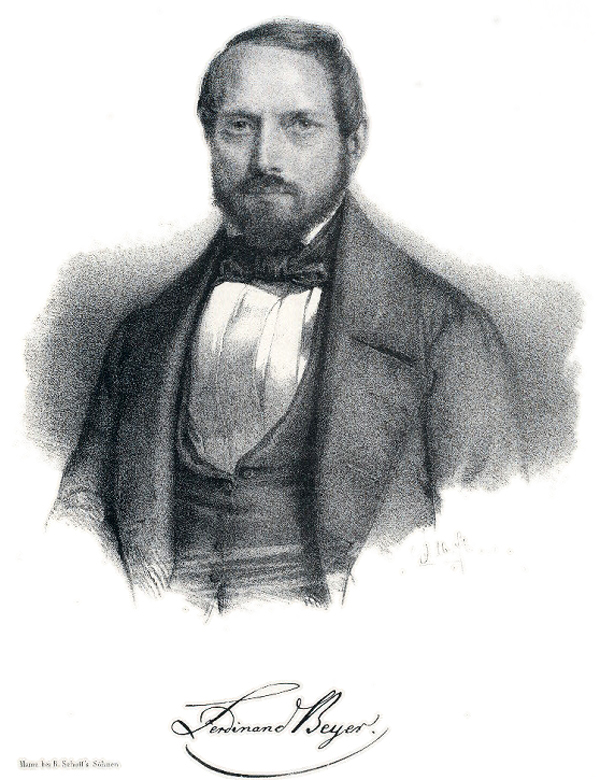
Ferdinand Beyer

Ferdinand Beyer (* 25. Juli 1803 in Querfurt; † 14. Mai 1863 in Mainz) war ein deutscher Komponist und Pianist.

## Leben
Beyer war Sohn des Querfurter Organisten Christian Beyer. Er ließ sich 1837 als Klavierlehrer in Mainz nieder. 
Bekannt wurde Beyer vor allem durch seine Bearbeitungen für Klavier von bekannten Opern und Orchesterwerken. Außerdem komponierte er viele Stücke für die Reihe der Vaterlands-Lieder. 
Bis heute von Lehrern verwendet wird seine umfassende Vorschule im Klavierspiel op. 101 (1851).